# گای الیور نیکلاس
گای الیور نیکلاس (انگلیسی: Guy Oliver Nickalls; ۴ آوریل ۱۸۹۹ – ۲۶ آوریل ۱۹۷۴) قایقران روئینگ اهل بریتانیا بود.